# مدينة الشمال
مدينة الشمال هي عاصمة بلدية الشمال في دولة قطر. تقع على بعد أكثر من 100 كيلومتر (62 ميل) شمال العاصمة الدوحة، وقد تأسست المدينة في السبعينيات القرن العشرين، بعد فترة وجيزة من استقلال البلاد. تم تحديد حدودها عام 1988، وتشترك في حدودها مع الرويس من الشرق وأبو ظلوف من الغرب.
جاء إنشاء مدينة الشمال في محاولة لدمج الصناعات والخدمات في شمال قطر في منطقة رئيسية واحدة. نتيجة لذلك، تضم المدينة العديد من المكاتب الحكومية في مركز الشمال الحكومي، وتستضيف المركز الصناعي للبلدية – المنطقة الصناعية بالشمال.

## الجغرافيا
تقع مدينة الشمال على بعد أكثر من 100 كيلومتر من العاصمة الدوحة، و27 كيلومترًا من الزبارة، و24 كيلومترًا من فويرط، و76 كيلومترًا من الخور، و122 كيلومترًا من الوكرة.
تُعتبر المنطقة الرئيسية لإحدى منطقتين رئيسيتين لنمو أشجار الغاف، والأخرى في روضة راشد وسط قطر. وفقًا لدراسة ميدانية، يوجد أكثر من اثنتي عشرة شجرة غاف في مدينة الشمال يزيد عمرها عن 100 عام. تُستخدم هذه الشجرة، التي تنمو في التربة الرملية، بشكل أساسي كعلف وحطب. كما توجد شجيرات القرضي (Ochradenus baccatus) في المنطقة.
انضمت المدينة إلى شبكة اليونسكو العالمية لمدن التعلم في نوفمبر 2019، لتصبح المدينة الثانية في البلاد التي تفعل ذلك بعد الوكرة.

## معالم الجذب السياحي

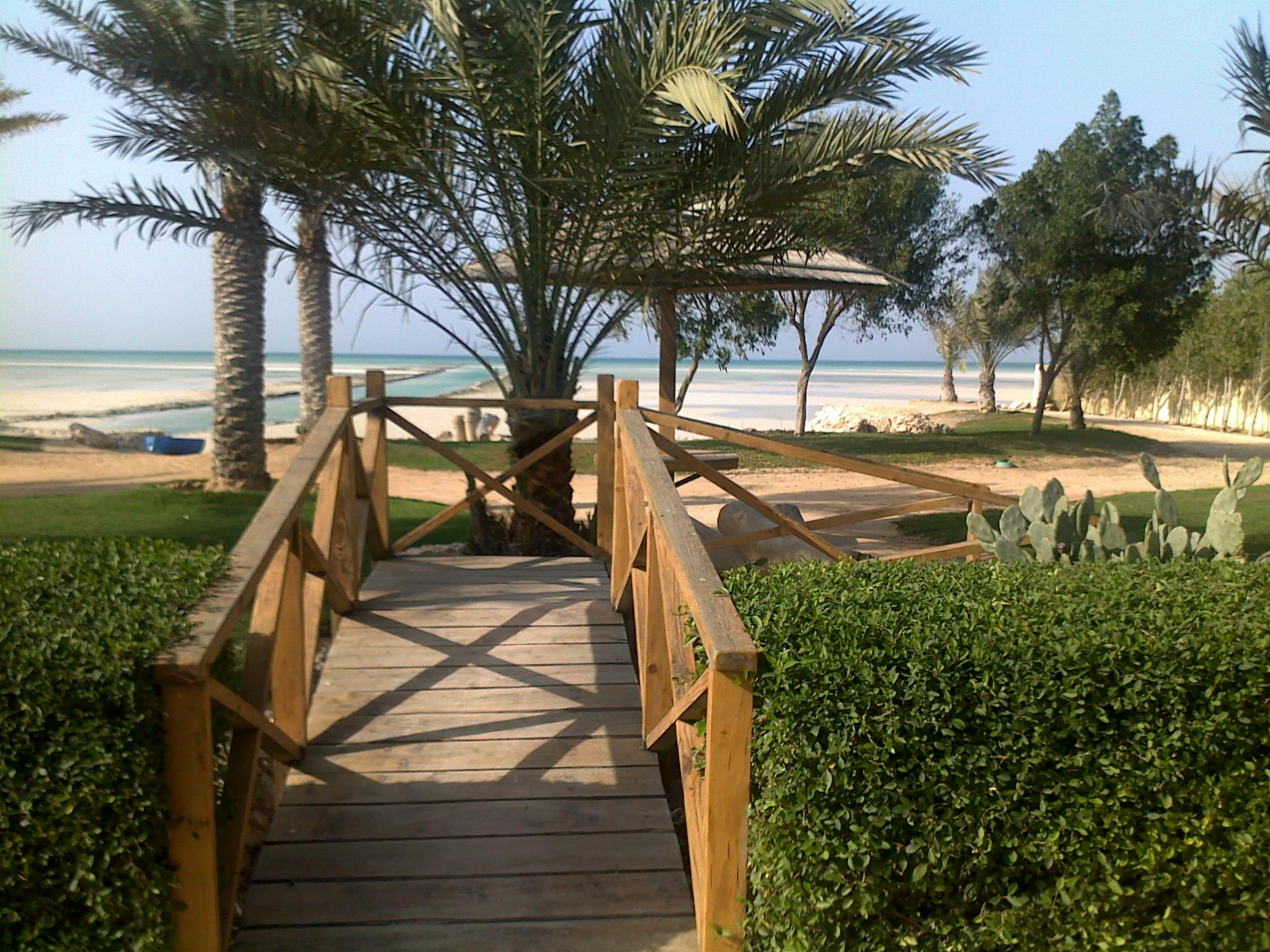
حديقة مدينة الشمال في 2010

- حديقة مدينة الشمال: تقع بجوار مقر بلدية الشمال، وهي من أكبر الحدائق في قطر، حيث تبلغ مساحتها 56 ألف متر مربع. تشمل مرافق الحديقة مطعمًا ومقهى ودورات مياه ومنطقة لعب للأطفال. توجد أيضًا معالم مائية في الحديقة، بالإضافة إلى نظام ري للحفاظ على نباتاتها المتنوعة.[6]
- شاطئ الشمال: يُعد شاطئ الشمال، الذي يحيط به كورنيش الشمال، من المعالم السياحية الشهيرة في شمال قطر. يُعتبر الشاطئ مناسبًا للعائلات، حيث يتميز بمياهه الضحلة وأماكن الظل وقربه من العديد من المواقع الأثرية والمدن المهجورة.[7]
- كورنيش الشمال: يشترك فيه مع أبو ظلوف والرويس، ومن بين معالم كورنيش الشمال ممر للمشاة يمتد لمسافة 2570 مترًا، و450 شجرة، وعشرات من مناطق الجلوس المظللة، وملعب. أكملت أشغال مشروع إعادة تطوير كبير للكورنيش في عام 2018.[8][9]
- مسجد الشمال: بُني حوالي الخمسينيات من القرن الماضي، وقد تم بناؤه باستخدام أساليب البناء التقليدية، التي تتكون من مزيج من الطين والخشب والحجر. يشكل السقف، المصنوع من أعواد المنغروف، شبكة فوق الجص المجفف بالشمس وقوالب الطوب الطينية. تتميز مئذنة المسجد، التي يبلغ ارتفاعها من 10 إلى 15 مترًا، بشكلها الأسطواني وقاعدتها المثمنة. من الملاحظ أنها منفصلة عن الهيكل الرئيسي، ومن المحتمل أنها كانت تخدم أغراضًا دينية ودفاعية، حيث توفر نقطة مراقبة لرفع الأذان ومراقبة الصحراء المحيطة. خضع المسجد لترميم شامل من قبل وزارة الأوقاف والشؤون الإسلامية. تم تركيب وسائل راحة حديثة مثل الإضاءة وتكييف الهواء، بينما عالجت التعزيزات الهيكلية الشقوق والأضرار الناجمة عن الطقس، مما يضمن الحفاظ على المسجد.[10]

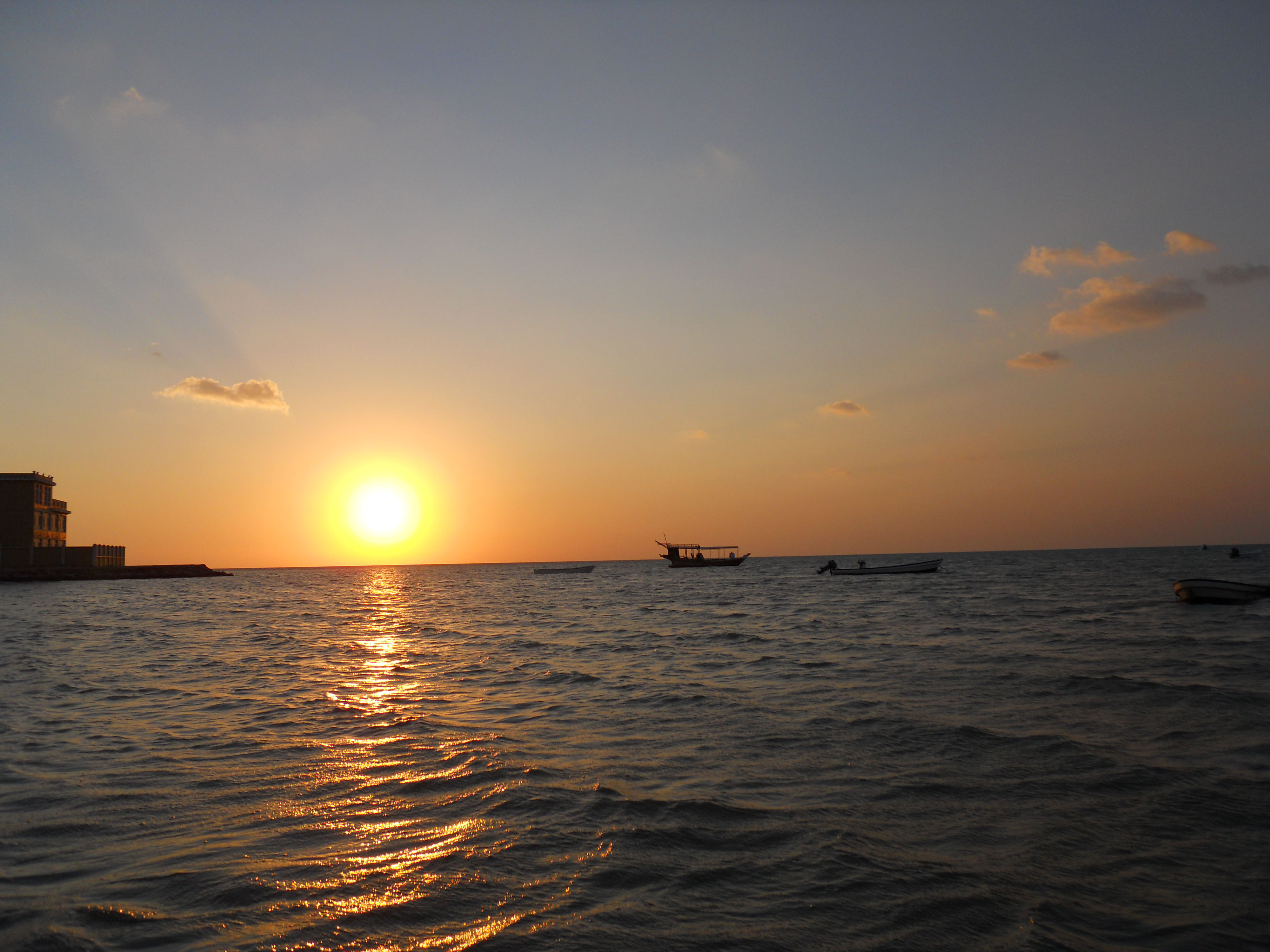
الغروب في شاطئ مدينة الشمال

## البنية التحتية
تم افتتاح أول مكتبة عامة في المدينة عام 1979.
بحلول عام 1976، كان لدى المدينة أول مستشفى بها، بسعة 16 سريرًا فقط. في الوقت الحالي، تستضيف المدينة أحد المراكز الصحية القليلة في المنطقة.

## الرياضة
يقع نادي الشمال الرياضي متعدد الرياضات في المدينة. يلعب مبارياته على ملعب نادي الشمال الرياضي، المصمم على غرار قلعة تقليدية.

## الإدارة
عندما أُجريت أول انتخابات حرة للمجلس البلدي المركزي في قطر عام 1999، تم تحديد مدينة الشمال مقرًا للدائرة الانتخابية رقم 28. وظلت مقرًا للدائرة الانتخابية رقم 28 للانتخابات الثلاث التالية على التوالي حتى الانتخابات البلدية الخامسة في عام 2015، عندما انتقلت إلى الدائرة الانتخابية رقم 29 وتقاسم المقعد مدينة الشمال والرويس. تشمل الدائرة الانتخابية أيضًا أبو ظلوف والجميل والزبارة وعين محمد والعريش.

## الخطة الرئيسية الوطنية لدولة قطر
توصف الخطة الرئيسية الوطنية لدولة قطر بأنها "تمثيل مكاني لرؤية قطر الوطنية 2030". كجزء من خطة المراكز الحضرية للخطة الرئيسية الوطنية لدولة قطر، التي تهدف إلى تنفيذ استراتيجيات التنمية في 28 مركزًا رئيسيًا تخدم مجتمعاتها المحيطة، تم تصنيف مدينة الشمال كمركز مدينة، وهو ثالث أعلى تصنيف. وهي المركز الحضري الوحيد في البلدية.
سيقع مركز مدينة الشمال في منتصف مدينة الشمال والمستوطنتين المجاورتين لها أبو ظلوف والرويس. ستركز الخطة على تطوير ميناء الرويس، وزيادة السياحة إلى المنطقة، والحفاظ على النظام البيئي الساحلي. سيتم بناء مشاريع تطويرية جديدة متعددة الاستخدامات لتلبية الاحتياجات التجارية لسكان البلدات المذكورة. تشمل بعض المباني المخطط لها مكتب بريد وحديقة نباتية بمساحة 123965 مترًا مربعًا ومتنزه ونادي للسيدات ومركز اجتماعي ومكتب بلدية جديد وثلاث مدارس جديدة.